# Went away/未来この星で
「went away/未来この星で」（ウェント・アウェイ/みらいこのほしで）は、日本の女性歌手、KOTOKOと藤弥美里によるスプリットシングル。2002年12月28日に発売された。

## 概要
- プリンセスソフトより発売されたPCゲームソフト『夏色の砂時計』の主題歌を収録したシングル。サイトロン・デジタルコンテンツより発売され、同人誌即売会「コミックマーケット63」にて限定販売された[1]。
- 「went away」はオープニング・テーマとして使用され、作詞・ボーカルはKOTOKO、作曲・編曲は高瀬一矢が担当している。本作はKOTOKOにとっては前作「Shooting Star」に続く通算3枚目のシングルとなる。「未来この星で」はエンディングテーマとして使用され、ボーカルは藤弥美里、作詞・作曲は志倉千代丸、編曲は磯江俊道が担当している。本作は藤弥美里のデビューシングルである。しかし、本作はどちらのアーティストのディスコグラフィには枚数としてカウントされていない。
- 『夏色の砂時計』のPlayStation 2版では、「未来この星で」のボーカルは水樹奈々が担当した。水樹奈々バージョンは2003年8月27日発売のアルバム『ゲームボーカルベスト～志倉千代丸楽曲集～Vol．1』にも収録されている。
- 2020年4月21日に発売されたボックス・セット『KOTOKO's GAME SONG COMPLETE BOX "The Bible"』に収録され、KOTOKO個人名義のアルバムに収録されるのは今回が初めてである。2023年9月13日発売のアルバム『リデコレイト・マイセルフ』には、ボーカルを新録し、齋藤真也がリアレンジしたバージョンが収録されている。

## 収録曲
| #         | タイトル                        | 作詞       | 作曲       | 編曲      | 歌        | 時間  |
| --------- | ------------------------------- | ---------- | ---------- | --------- | --------- | ----- |
| 1.        | 「went away」                   | KOTOKO     | 高瀬一矢   | 高瀬一矢  | KOTOKO    | 6:50  |
| 2.        | 「未来この星で」                | 志倉千代丸 | 志倉千代丸 | 磯江俊道  | 藤谷美里  | 5:19  |
| 3.        | 「went away」(Short Version)    |            |            |           |           | 2:44  |
| 4.        | 「未来この星で」(Short Version) |            |            |           |           | 2:39  |
| 5.        | 「went away」(Instrumental)     |            |            |           |           | 6:49  |
| 6.        | 「未来この星で」(Instrumental)  |            |            |           |           | 5:18  |
| 合計時間: | 合計時間:                       | 合計時間:  | 合計時間:  | 合計時間: | 合計時間: | 29:39 |

## スタッフ・クレジット
| Producer: 小川敬一 (SCITRON DIGITAL CONTENT INC.) Mastered at STUDIO SOUND SHIP Engineer: 中山讓 (STUDIO SOUND SHIP) Design: 小田能知 (SCITRON DIGITAL CONTENT INC.) Illustration: 村上水軍 | Promotion: 外崎剛, 高橋克典, 関美奈子 (SCITRON DIGITAL CONTENT INC.) Superviser: JUNKO INOUE (OAKS) Special Thanks to: MASAFUMI FUSE (OAKS) & All OAKS Staff Executive Producer: 大野善寛 (SCITRON DIGITAL CONTENT INC.) |

## 収録作品
| 曲名          | 収録作品名                                  | 発売日         | 備考                        |
| ------------- | ------------------------------------------- | -------------- | --------------------------- |
| 「went away」 | KOTOKO's GAME SONG COMPLETE BOX "The Bible" | 2020年4月21日  |                             |
| 「went away」 | I've 20th Anniversary E-VOX                 | 2021年12月18日 |                             |
| 「went away」 | リデコレイト・マイセルフ                    | 2023年9月13日  | Redecorate ver.として収録。 |